# Liart
Liart je francouzská obec v departementu Ardensko v regionu Grand Est. V roce 2013 zde žilo 556 obyvatel.

## Poloha
Sousední obce jsou: Aouste, La Férée, Logny-Bogny, Maranwez, Marlemont a Prez.

## Vývoj počtu obyvatel
Počet obyvatel